# دائرتان توأم

الدائرتان التوأمتان باللون الأحمر، والـ أربيلوس باللون الرمادي

في الهندسة، الدائرتان التوأمتان (بالإنجليزية: Twin circles)‏ هما دائرتان خاصتان مرتبطتان بـ أربيلوس arbelos، الذي يتحدد شكله من خلال ثلاث نقاط على خط واحد A وB وC، وهي المنطقة المثلثية المنحنية بين الدوائر الثلاثة التي يكون أقطارها هي: AB وBC وAC. إذا جرى تقسيم أربيلوس إلى منطقتين صغيرتين بقطعة مستقيمة عبر النقطة الوسطى B، بخط متعامد مع الخط AC، فإن كل دائرة من الدائرتين التوأمتين تقع داخل إحدى هاتين المنطقتين، وتكون متماسة مع نصف الدائرة الخارجية ونصف الدائرة الداخلية والقطعة المستقيمة التي قسمت الـ أربيلوس (لاحظ الدائرتين في الشكل المجاور).
ظهرت هذه الدوائر لأول مرة في كتاب الليماس Book of Lemmas والذي ورد فيه في (الاقتراح الخامس) أن الدائرتين متطابقتين.
قام ثابت بن قرة بترجمة هذا الكتاب إلى اللغة العربية، ونسبه إلى العالِم اليوناني في الرياضيات أرخميدس. بناء على هذا الافتراض تُسمى الدوائر التوأم المتطابقة والموجودة في الـ أربيلوس بـ «دوائر أرخميدس». ومع ذلك، فقد شككت دراسة لاحقة في إسناد ذلك إلى أرخميدس.

## تكوينهما

رسم متحرك لـ دائرتين توأمتين لمواضع مختلفة من النقطة B على القطعة المستقيمة AC، لاحظ أن القطعة BD تقسم الـ أربيلوس إلى قسمين، وتمس كلا الدائرتين التوأمتين.

نفرض أن النقاط {\displaystyle A} و{\displaystyle B}، و{\displaystyle C} هي أركان الـ أربيلوس الثلاثة، حيث {\displaystyle B} بين {\displaystyle A} و{\displaystyle C} (طالع الرسم المتحرك). ونفرض {\displaystyle D} هي النقطة التي يتقاطع فيها نصف الدائرة الأكبر مع الخط العمودي على {\displaystyle AC} المرسوم من النقطة {\displaystyle B}. القطعة {\displaystyle BD} تقسم الـ أربيلوس إلى قسمين. الدائرتان التوأمتان هما دائرتان مرسومتان في هذين الجزأين، كل منهما تمس إحدى نصفي الدائرتين الأصغر، وتمس القطعة {\displaystyle BD}، وتمس نصف الدائرة الأكبر.
يجري تحديد كل دائرة من الدائرتين بشكل منفصل من خلال تماساتها الثلاثة. ويُعد هذا حالة خاصة لمسألة أبولونيوس.
عُثر على طرق بديلة لتكوين دائرتين متطابقتين مع الدائرتين التوأمتين. وقد سميت هذه الدوائر أيضًا بدوائر أرخميدس. وهي تشمل دائرة Bankoff ودوائر Schoch ودوائر Woo.

## الخصائص
لنفترض أن a وb هما أقطار نصفي الدائرتين الداخليتين، بحيث يكون قطر نصف الدائرة الخارجية هو a + b. يمكن حساب قطر كل دائرة من الدائرتين التوأمتين d من المعادلة:
{\displaystyle d={\frac {ab}{a+b}}.}
بدلاً من ذلك، إذا كان نصف الدائرة الخارجية قُطرها الوحدة (=1)، ونصفي الدائرتين الداخليتين لها أقطار {\displaystyle s} و{\displaystyle 1-s}، فإن قطر كل دائرة من الدائرتين التوأمتين هو
{\displaystyle d=s(1-s).\,}
أصغر دائرة تحيط بكلتا الدائرتين التوأمتين تكون مساحتها هي نفس مساحة الـ أربيلوس.